# Valea (okręg Gorj)
Valea – wieś w Rumunii, w okręgu Gorj, w gminie Bolboși. W 2011 roku liczyła 350 mieszkańców.